# Labrus bergylta

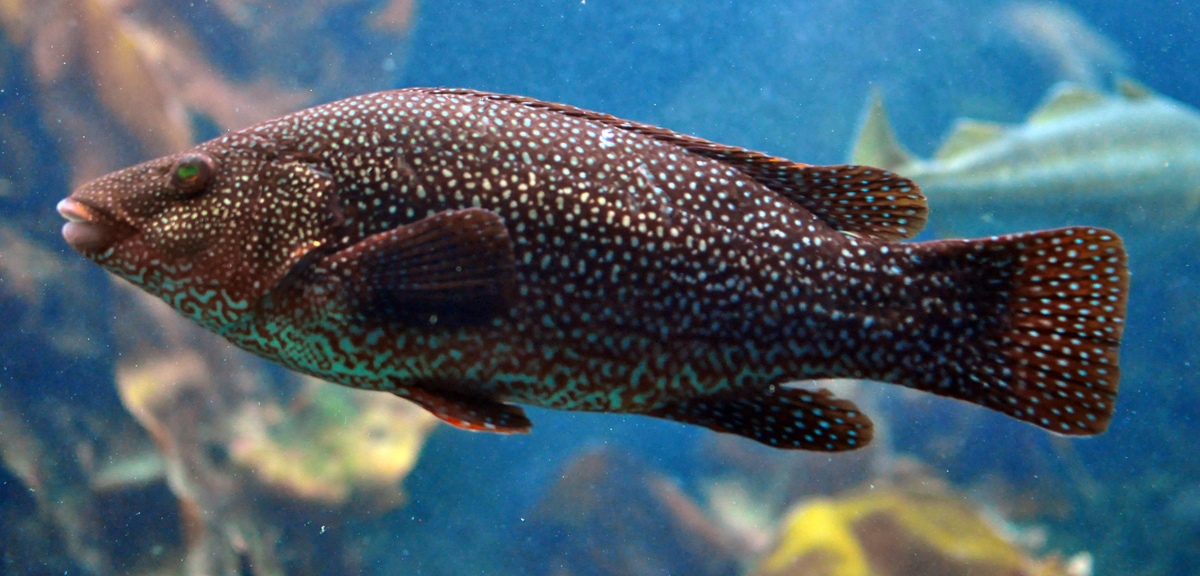
Labrus bergylta

Labrus bergylta Ascanius, 1767 è un pesce osseo marino appartenente alla famiglia Labridae.

## Distribuzione e habitat
È una specie diffusa nelle acque poco profonde dell'est dell'oceano Atlantico, di solito non oltre i 30 m. Vive in zone ricche di vegetazione acquatica, con fondali rocciosi. Non è certa la sua presenza nel mar di Marmara e nel mar Mediterraneo; le segnalazioni potrebbero essere dovute alla confusione con Labrus merula e Labrus viridis.

## Descrizione
Pur avendo una colorazione molto variabile, il dimorfismo sessuale non è marcato. La colorazione, da marrone a verde, è più chiara sul ventre e spesso presenta aree pallide irregolarmente anche sul dorso. Può raggiungere i 29 anni di età e raramente i 65,9 cm di lunghezza.

## Biologia

### Alimentazione
È prevalentemente carnivoro e la sua dieta è composta soprattutto da invertebrati marini come vermi policheti, ricci di mare (Arbacia lixula, Sphaerechinus granularis, Paracentrotus lividus), granchi (Lophozozymus incisus, Percnon gibbesi), anfipodi, isopodi e molluschi come per esempio Haliotis tuberculata.

### Riproduzione
Come molti altri labridi è una specie ermafrodita. Gli esemplari maschili costruiscono nidi di alghe dove vengono poi deposte le uova.

## Conservazione
La lista rossa IUCN lo classifica come "a rischio minimo" (LC) perché è una specie comune e dall'areale piuttosto ampio.